# 威爾莫爾 (堪薩斯州)
威爾莫爾（英語：Wilmore）是一個位於美國堪薩斯州科曼奇縣的城市。

## 地方資料
威爾莫爾的座標為37°20′05″N 99°12′36″W / 37.33472°N 99.21000°W，而該地的海拔高度為616米（即2021英尺）。根據2010年美國人口普查，該地共人口37人，而該地的面積約為0.46平方千米。